# Cò lùn hung
Cò lùn hung hay cò lửa (danh pháp khoa học: Ixobrychus cinnamomeus) là một loài chim trong họ Diệc. Nó có nguồn gốc từ Cựu thế giới, sinh sản ở vùng nhiệt đới và cận nhiệt đới châu Á từ Pakistan, Ấn Độ về phía đông đến Trung Quốc, Đài Loan và Indonesia, Philippines. Loài này chủ yếu định cư tại chỗ, một số cá thể phía nam có di cư với khoảng cách ngắn.